# Artemare
Artemare és un municipi francès situat al departament de l'Ain i a la regió d'Alvèrnia-Roine-Alps. L'any 2007 tenia 1.081 habitants.

## Demografia

### Població
El 2007 la població de fet d'Artemare era de 1.081 persones. Hi havia 484 famílies de les quals 170 eren unipersonals (81 homes vivint sols i 89 dones vivint soles), 153 parelles sense fills, 125 parelles amb fills i 36 famílies monoparentals amb fills.
La població ha evolucionat segons el següent gràfic:
Habitants censats

### Habitatges
El 2007 hi havia 596 habitatges, 487 eren l'habitatge principal de la família, 61 eren segones residències i 48 estaven desocupats. 435 eren cases i 157 eren apartaments. Dels 487 habitatges principals, 285 estaven ocupats pels seus propietaris, 189 estaven llogats i ocupats pels llogaters i 13 estaven cedits a títol gratuït; 10 tenien una cambra, 40 en tenien dues, 106 en tenien tres, 125 en tenien quatre i 206 en tenien cinc o més. 374 habitatges disposaven pel capbaix d'una plaça de pàrquing. A 248 habitatges hi havia un automòbil i a 170 n'hi havia dos o més.

### Piràmide de població
La piràmide de població per edats i sexe el 2009 era:
| Homes | Edats   | Dones |
| ----- | ------- | ----- |
| 0     | 95 o +  | 0     |
| 8     | 90 a 94 | 4     |
| 0     | 85 a 89 | 12    |
| 8     | 80 a 84 | 16    |
| 24    | 75 a 79 | 4     |
| 12    | 70 a 74 | 36    |
| 32    | 65 a 69 | 36    |
| 32    | 60 a 64 | 28    |
| 20    | 55 a 59 | 28    |
| 36    | 50 a 54 | 28    |
| 44    | 45 a 49 | 36    |
| 28    | 40 a 44 | 44    |
| 40    | 35 a 39 | 44    |
| 44    | 30 a 34 | 32    |
| 28    | 25 a 29 | 24    |
| 24    | 20 a 24 | 4     |
| 32    | 15 a 19 | 40    |
| 32    | 10 a 14 | 36    |
| 28    | 5 a 9   | 28    |
| 16    | 0 a 4   | 12    |

## Economia
El 2007 la població en edat de treballar era de 672 persones, 506 eren actives i 166 eren inactives. De les 506 persones actives 458 estaven ocupades (239 homes i 219 dones) i 47 estaven aturades (20 homes i 27 dones). De les 166 persones inactives 68 estaven jubilades, 48 estaven estudiant i 50 estaven classificades com a «altres inactius».

### Ingressos
El 2009 a Artemare hi havia 487 unitats fiscals que integraven 1.070,5 persones, la mediana anual d'ingressos fiscals per persona era de 16.024 €.

### Activitats econòmiques
Dels 81 establiments que hi havia el 2007, 1 era d'una empresa extractiva, 6 d'empreses alimentàries, 6 d'empreses de fabricació d'altres productes industrials, 13 d'empreses de construcció, 16 d'empreses de comerç i reparació d'automòbils, 3 d'empreses de transport, 3 d'empreses d'hostatgeria i restauració, 1 d'una empresa financera, 5 d'empreses immobiliàries, 6 d'empreses de serveis, 17 d'entitats de l'administració pública i 4 d'empreses classificades com a «altres activitats de serveis».
Dels 23 establiments de servei als particulars que hi havia el 2009, 1 era una oficina d'administració d'Hisenda pública, 1 oficina de correu, 1 una oficina bancària, 3 tallers de reparació d'automòbils i de material agrícola, 1 taller d'inspecció tècnica de vehicles, 1 autoescola, 5 paletes, 1 guixaire pintor, 2 fusteries, 1 electricista, 2 perruqueries, 1 restaurant, 2 agències immobiliàries i 1 saló de bellesa.
Dels 12 establiments comercials que hi havia el 2009, 1 era un hipermercat, 1 una botiga de més de 120 m², 5 fleques, 1 una fleca, 1 una peixateria, 1 una botiga de roba, 1 una botiga de mobles i 1 una joieria.
L'any 2000 a Artemare hi havia 4 explotacions agrícoles.

## Equipaments sanitaris i escolars
L'únic equipament sanitari que hi havia el 2009 era una farmàcia.
El 2009 hi havia 1 escola maternal i 1 escola elemental. Artemare disposava d'un col·legi d'educació secundària amb 295 alumnes.

## Poblacions més properes
El següent diagrama mostra les poblacions més properes.